# BIS-мониторирование
BIS-мониторирование (от английского BIS — Bispectral index — Биспектральный индекс)  — мониторинг глубины седации во время медикаментозного сна, показания для BIS-мониторирования являются проведение общей анестезии или седации во время нахождения пациента в палате интенсивной терапии. BIS -мониторинг в сочетание определений стадии наркоза позволяет анестезиологу наиболее точно дозировать анестетики и препараты вызывающие потерю сознания и медикаментозный сон.
BIS-монитор может являть как отдельным аппаратом, так и блоком интегрированным в общий монитор пациента.
Снятия показаний с пациента производится специальными электродами. В настоящие время самый распространённый вариант — налобное расположение одноразовых датчиков которые могут быть представлены как в детском, так и взрослом варианте.

## История
Мониторинг биспектрального индекса в первые был представлен компанией Aspect Medical Systems в 1994 году, как алгоритм анализа уровня сознания пациента, и основан на методе электроэнцефалографии.

## Принцип анализа биспектрального индекса
BIS-монитор показывает эмпирический индекс суммы нескольких параметров ЭЭГ. BIS-индекс это относительный показатель от 0 (молчание ЭЭГ) до 100 (полное сознание). Точные детали алгоритма, используемого для создания BIS-индекса не разглашаются компанией, которая разработала его.

### Область применения BIS-мониторинга, и соответствии величины индекса с глубиной седации.
Индекс 100 соответствуют бодрствованию.
От 90 до 70 соответствует седации пациента при медикаментозном сне: пациенты, находящиеся на продленной ИВЛ, в состоянии делирия или при других возбуждённых состояниях, требующих седации для безопасности пациента как к самому себе, так и к персоналу, а также при инструментальных малотравматичных исследованиях (колоноскопия, гастроскопия, бронхоскопия) и при неинвазивных исследованиях (рентгенография, компьютерная томография, магниторезонансная томография).
В соответствие с рекомендациями производителя глубина седации пациента при проведении общей анестезии должна составлять от 60 до 40.
Индекс ниже 40 соответствует глубокому наркозу.